# Ceto (Italia)
Ceto (Hét en dialecto camuno) es un municipio italiano de 1.860 habitantes de la provincia de Brescia, a unos 75 km de la capital provincial.
Tiene tres núcleos de población: Ceto, Nadro y Badetto. Este lugar está incluido en el sistema de las incisiones rupestres de Val Camonica en cuanto es uno de los tres municipios de la vasta área denominada riserva naturale Incisioni rupestri di Ceto, Cimbergo e Paspardo (Reserva natural de las incisiones rupestres de Ceto, Cimbergo y Paspardo), que se encuentra en la parte nororiental del municipio. La vía de acceso más simple a la reserva natural es por Nadro, localidad en la parte norte del municipio, siguiendo la carretera provincial 88. 

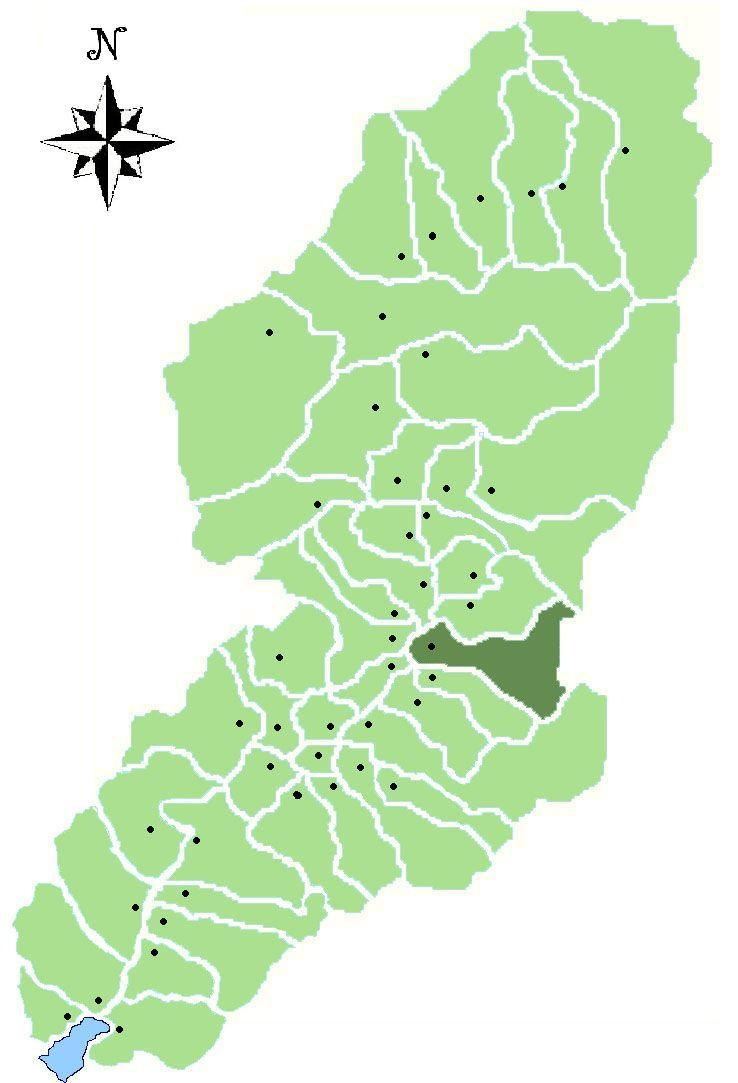
El territorio de Ceto en Val Camonica.

## Evolución demográfica
| Gráfica de evolución demográfica de Ceto entre 1861 y 2001 |
|                                                            |
| Fuente ISTAT - elaboración gráfica de Wikipedia            |